# Советско-палестинское военное сотрудничество

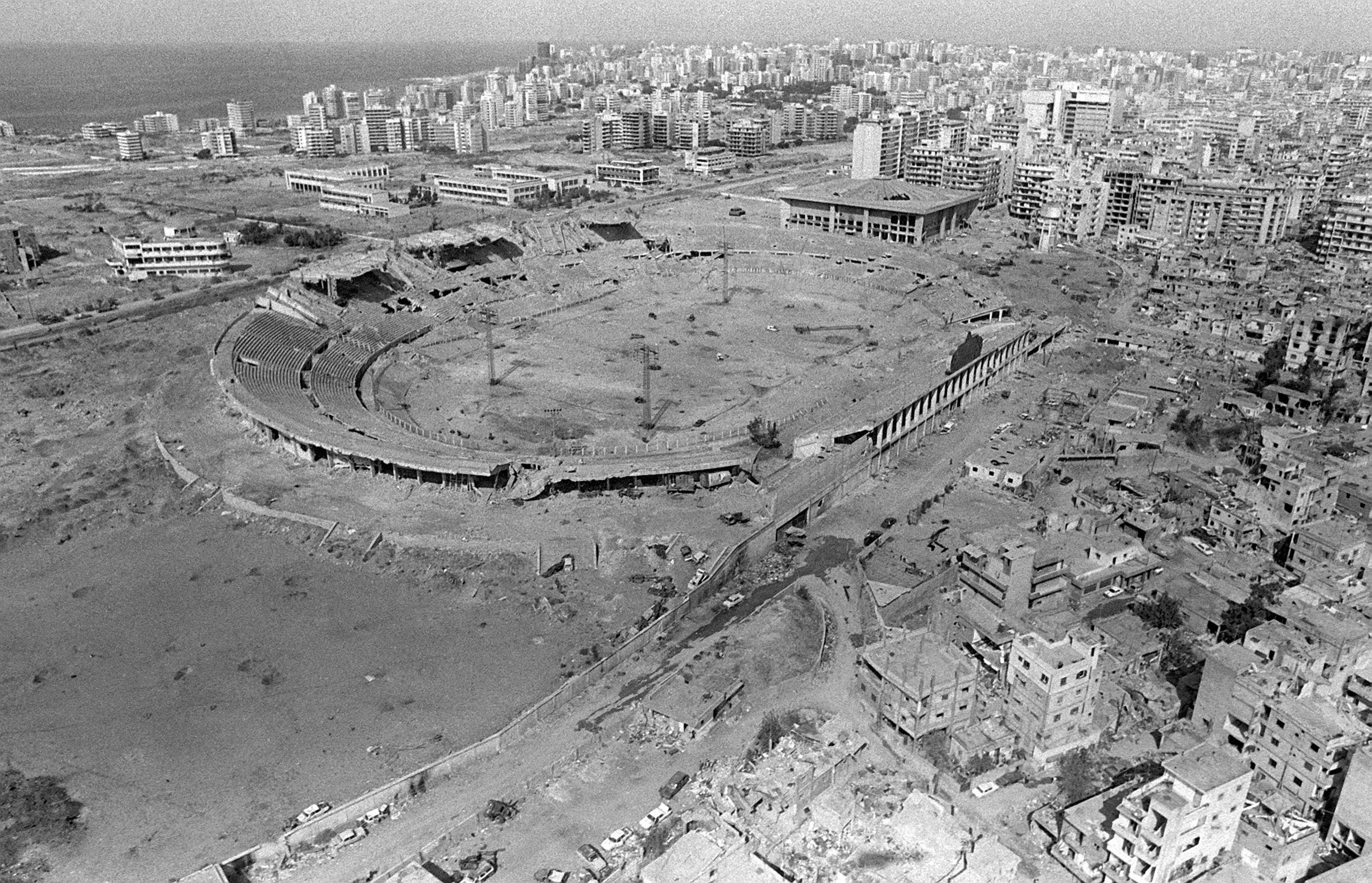
Разбомбленный израильской авиацией стадион в Бейруте, по сообщениям западных разведок, использовавшийся как перевалочный пункт для снабжения ООП советским оружием

Советско-палестинское военное сотрудничество заключавшееся в поставках вооружения для Организации освобождения Палестины (ООП) и обучении её боевиков, командированных для учёбы в советских военных учебных заведениях. Активная помощь СССР палестинским группировкам началась вскоре после резкого ухудшения советско-израильских отношений, переориентации израильской внешней политики с СССР на западные капиталистические страны, в первую очередь, США, и начала активной израильской военной экспансии[что?] на Ближнем Востоке.

## Предпосылки для оказания советской помощи палестинскому народу
Согласно Йеѓошуа Порату, после Первой арабо-израильской войны (1947—1949) в Сирию и в Ливан бежало более 100 тысяч арабов с территории бывшей Британской Палестины:268. «По мере нарастания израильской агрессии в Палестине», — пишет профессор Йоркского университета Г. Адельман, — Сирия и Иордания стали основными местами бегства для палестинских беженцев:121. Иона Александер прослеживает истоки палестинского национально-освободительного движения после бегства палестинского гражданского населения на сирийские земли, и, именно в Сирии и Ливане в начале 1950-х годов сформировались палестинские партизанские организации. Создавались они палестинскими студентами, первоначально группировавшимися в военизированные молодёжные кружки:271.
Становление израильской государственности явилось стимулом к консолидации не только арабского окружения, но и многочисленной арабской популяции в самом Израиле, ставшей основой для будущих национально-освободительных движений:253.
Создание государства Палестины, по мнению профессора ближневосточной истории Бирзейтского университета Нафеза Наззаля, во-первых, возвратило бы разбросанных по всему арабскому миру (и далеко за его пределами) палестинцев на родину, а во-вторых, устранило бы саму причину их повстанческой борьбы против государства Израиль:83. Но, как отмечает А. М. Гарфинкль, ни в Израиле, ни в США, не считали нужным считаться с интересами арабов, в местах обитания палестинских беженцев медленно но верно создавался очаг напряжённости:386.
Как отмечает Янис Стайн, Президент Сирии Х. Асад и лидер Организации освобождения Палестины Я. Арафат, были двумя ключевыми союзниками СССР на Ближнем Востоке, поэтому выглядит вполне логичным то, что в Кремле предпринимали меры в поддержку палестинцев:8.

## Обучение палестинцев в советских военных учебных заведениях
С сер. 1960-х гг. в СССР на постоянной основе осуществлялось обучение военнослужащих, командированных Организацией освобождения Палестины для обучения в советских военных учебных заведениях. Их подготовка по специальности «Командир взвода/роты специальной разведки» осуществлялась главным образом в 165-м учебном центре по подготовке иностранных военнослужащих, располагавшемся в Крыму (УССР). Существование этого центра и направления боевой и специальной подготовки не были секретом для западных военных аналитиков.